# 胡暁子
胡暁子（おう あきこ、1927年（昭和2年） - 2011年（平成23年） 10月31日）は、実業家・慈善活動家。タイガーバームを率いる胡一虎の配偶者。シンガポール赤十字副総裁などを歴任。

## 略歴
東京都千代田区に生まれる。生家は長瀬商店（花王）一族。番町小学校、文化学院卒。
昭和22年に日本で中国人男性と結婚するが、3人の子をもうけた後離婚。その後、昭和33年にアジア最大の財閥タイガーバーム3代目総裁、胡一虎に嫁ぐ。結婚式は香港・シンガポール・東京の三か所で行われた。
結婚後はシンガポールに移住し、主婦業の傍ら星虎公司社長や役員などを歴任。銀行、新聞社、建築、レジャー施設や旅行会社、スーパーマーケットから高級ブティック等におよぶ数十の会社をシンガポールを拠点に経営する。シンガポール赤十字社副総裁、オイスカ・シンガポール代表、その他胡一虎財団、トリニダード・トバゴ共和国名誉総領事、オイスカ・カンボジアの役員を務めるなど多方面で活躍する。福祉活動、難民救済活動、東南アジアと日本の架け橋として相互理解を深める活動にも積極的に取り組む。その功績が認められ、1989年には日本より紫綬褒章、1990年から1994年にかけてはシンガポール赤十字、1992年にはシンガポールよりと、多くの勲章を受章している。
胡一族のファーストレディとして、アジアや西欧の政財界のトップとの交流を続ける中、日本人の国際的な地位が全く向上しないことを憂慮。このことに関し40年にわたり敢えて苦言を呈してきた。
晩年は日本で過ごしていたが、2011年10月31日に急逝。2013年現在、シンガポールに残された段ボール箱900箱にのぼる貴重な遺品は、キャッシュ・コンバーターズ社を経営するシンガポール生まれのイギリス人男性ジェレミー・テイラー（Jeremy Taylor）によって保管されている。

## 活動範囲及び人脈
彼女は10社以上の社長と役員を歴任。シンガポール赤十字社副総裁、その他胡一虎財団、トリニダード・トバゴ共和国名誉総領事を務めるなど多方面で活躍する国際人であり、その人脈は世界中に広がる。
ユダヤ人最高の名門家ロスチャイルドやサウジアラビアの王族、アジア各国の首相や実業家など全世界の大富豪とも親密な間柄だった。このため彼女の家には日本から安倍晋太郎、福田赳夫など自民党の実力者が常に出入りしていた。これは各国の人脈の紹介を受けるためであった。

## 社会貢献
胡一族の一員として彼女は生前には社会貢献にも精力的に活動をしていた。シンガポール赤十字社副総裁を務め、世界を回りながらボランティア活動の重要性を説き、財界人の自発的な社会貢献を促した。そしてアフガニスタンの難民のために粉ミルクとゲル（移動式宿舎）を寄付し続けていた。
近い将来、国際慈善交流団体も設立する構想もあったが、死去により立ち消えとなった。